# TIME AND TIDE (ラジオ番組)
『ORIENT STAR TIME AND TIDE』（オリエントスター・タイム・アンド・タイド）は、2017年10月7日から2025年3月29日までJ-WAVEで放送されていたラジオ番組。

## 番組概要
「JAPANを世界に発信する各界のフロンティア」をゲストに迎え、これまでとこれからについて迫り、仕事やプライベートのこだわりについて深く掘り下げていく番組。
旧番組名内の「TRUME」とは、スポンサーのセイコーエプソンが製造・販売している高級腕時計ブランドである。
2021年4月より、冠ブランド名を同じセイコーエプソングループの機械式腕時計ブランドである「ORIENT STAR」に変更し、『ORIENT STAR TIME AND TIME』として放送中である。
2017年10月から2024年3月までは市川紗椰の単独番組であったが、2024年4月からは槙野智章との2人体制となった。
2025年3月29日をもって番組終了。最終回はゲストを迎えず、市川と槙野の二人が過去・現在・未来について語る内容で7年半の歴史に幕を下ろした。

## 番組コーナー
イチカワカオスモス
市川の“革新的”をテーマに語るコラムコーナー。リスナーからのメッセージも紹介。

## ナビゲーター
- 市川紗椰（2017年10月7日 - ）
- 槙野智章（2024年4月6日 - ）